# بلقس (جنس)
بُلْقُس (الاسم العلمي Pelecus cultratus) سمك نهري وبحري وحيد الجنس والنوع من فصيلة الشبوطيات.